# Dorycricus ruater
Dorycricus ruater är en tvåvingeart som beskrevs av Munro 1947. Dorycricus ruater ingår i släktet Dorycricus och familjen borrflugor.
Artens utbredningsområde är Kenya. Inga underarter finns listade i Catalogue of Life.